# Коефіцієнт двоконтурності
Коефіцієнт двоконтурності також байпасність (англ. Bypass ratio, BPR) турбовентиляторного двигуна — це співвідношення між масовою витратою обхідного потоку до масової витрати, що надходить в активну зону. Наприклад, байпасне співвідношення 10:1 означає, що 10 кг повітря проходить через байпасний канал на кожен 1 кг повітря, що проходить через сердечник.
Турбовентиляторні двигуни зазвичай описуються в термінах BPR, які разом із коефіцієнтом тиску двигуна, температурою на вході в турбіну та коефіцієнтом тиску вентилятора є важливими конструктивними параметрами. Крім того, BPR котирується для турбогвинтових і безканальних вентиляторних установок, оскільки їх висока пропульсивна ефективність дає їм загальні характеристики ефективності турбовентиляторів з дуже високим байпасом. Це дозволяє показати їх разом з турбовентиляторами на графіках, які демонструють тенденції зниження питомої витрати палива (англ. specific fuel consumption, SFC) при збільшенні BPR. BPR також наводиться для установок підйомного вентилятора, де потік повітря вентилятора віддалений від двигуна і фізично не торкається серцевини двигуна.
Байпас забезпечує меншу витрату палива для тієї самої тяги двигуна, що вимірюється як питома витрата палива тяги (грами/секунда палива на одиницю тяги в кН з використанням одиниць SI). Менше споживання палива, яке забезпечується високими коефіцієнтами перепуску, стосується турбогвинтових двигунів, які використовують повітряний гвинт, а не канальний вентилятор., Конструкції з високим обходом є домінуючим типом для комерційних пасажирських літаків, а також цивільних і військових реактивних транспортних засобів.
Реактивні літаки бізнес-класу використовують двигуни середнього BPR.
Бойові літаки використовують двигуни з низьким коефіцієнтом двоконтурності, щоб знайти компроміс між економією палива та вимогами бою: високе співвідношення потужності до ваги, надзвукові характеристики та можливість використовувати форсажні камери.

## Коефіцієнти двоконтурності двигуна
| Модель              | Початок   | БНР       | Тяга           | Основне використання                         |
| ------------------- | --------- | --------- | -------------- | -------------------------------------------- |
| P&W PW1000G         | 2008      | 9.0–12.5  | 67–160 kN      | A320neo, A220, E-Jets E2, Irkut MC-21        |
| R-R Trent 1000      | 2006      | 10.8–11   | 265.3–360.4 kN | B787                                         |
| CFM LEAP            | 2013      | 9.0–11.0  | 100–146 kN     | A320neo, B737Max, Comac C919                 |
| GE GE90             | 1992      | 8.7–9.9   | 330–510 kN     | B777                                         |
| R-R Trent XWB       | 2010      | 9.6:1     | 330–430 kN     | Airbus A350 XWB                              |
| GE GEnx             | 2006      | 8.0–9.3   | 296-339 kN     | B747-8, B787                                 |
| EA GP7000           | 2004      | 8.7       | 311–363 kN     | A380                                         |
| R-R Trent 900       | 2004      | 8.7       | 340–357 kN     | A380                                         |
| R-R Trent 500       | 1999      | 8.5       | 252 kN         | A340-500/600                                 |
| GE TF39             | 1964      | 8.0       |                | Lockheed C-5 Galaxy                          |
| CFM56               | 1974      | 5.0–6.6   | 97.9-151 kN    | A320, A340-200/300, B737, KC-135, DC-8       |
| P&W PW4000          | 1984      | 4.8–6.4   | 222–436 kN     | A300/A310, A330, B747, B767, B777, MD-11     |
| GE CF34             | 1982      | 5.3–6.3   | 41–82.3 kN     | Challenger 600, CRJ, E-jets                  |
| Silvercrest         | 2012      | 5.9       | 50.9 kN        | Cit. Hemisphere, Falcon 5X                   |
| R-R Trent 800       | 1993      | 5.7–5.79  | 411–425 kN     | B777                                         |
| GE Passport         | 2013      | 5.6       | 78.9–84.2 kN   | Global 7000/8000                             |
| P&WC PW800          | 2012      | 5.5       | 67.4–69.7 kN   | Gulfstream G500/G600                         |
| GE CF6              | 1971      | 4.3–5.3   | 222–298 kN     | A300/A310, A330, B747, B767, MD-11, DC-10    |
| Д-36                | 1977      | 5.6       | 63.75 kN       | Як-42, Ан-72, Ан-74                          |
| R-R AE 3007         | 1991      | 5.0       | 33.7 kN        | ERJ, Citation X                              |
| R-R Trent 700       | 1990      | 4.9       | 320 kN         | A330                                         |
| IAE V2500           | 1987      | 4.4–4.9   | 97.9-147 kN    | A320, MD-90                                  |
| P&W PW6000          | 2000      | 4.90      | 100.2 kN       | Airbus A318                                  |
| R-R BR700           | 1994      | 4.2–4.5   | 68.9–102.3 kN  | B717, Global Express, Gulfstream V           |
| P&WC PW300          | 1988      | 3.8–4.5   | 23.4–35.6 kN   | Cit. Sovereign, G200, F. 7X, F. 2000         |
| HW HTF7000          | 1999      | 4.4       | 28.9 kN        | Challenger 300, G280, Legacy 500             |
| PS-90               | 1992      | 5.4       | 157–171 kN     | Іл-76, Іл-96, Ту-204                         |
| PowerJet SaM146     | 2008      | 4.4:1     | 71.6–79.2 kN   | Sukhoi Superjet 100                          |
| Williams FJ44       | 1985      | 3.3–4.1   | 6.7–15.6 kN    | CitationJet, Cit. M2                         |
| P&WC PW500          | 1993      | 3.90      | 13.3 kN        | Citation Excel, Phenom 300                   |
| HW TFE731           | 1970      | 2.66–3.9  | 15.6–22.2 kN   | Learjet 70/75, G150, Falcon 900              |
| R-R Tay             | 1984      | 3.1–3.2   | 61.6–68.5 kN   | Gulfstream IV, Fokker 70/100                 |
| GE-H HF120          | 2009      | 2.9       | 7.4 kN         | HondaJet                                     |
| P&WC PW600          | 2001      | 1.83–2.80 | 6.0 kN         | Cit. Mustang, Eclipse 500, Phenom 100        |
| GE F101             | 1973      | 2.1       |                | B-1                                          |
| GE CF700            | 1964      | 2.0       |                | Falcon 20, Sabreliner 75A,                   |
| P&W JT8D-200        | 1979      | 1.74      |                | MD-80, 727 Super 27                          |
| P&W JT3D            | 1958      | 1.42      |                | 707-130B, 707-320B, DC-8-50, DC-8-60         |
| P&W JT8D            | 1960      | 0.96      |                | DC-9, 727, 737 Original                      |
| GE F110-100/400     | 1980-1984 | 0.87      |                | F-16 (-100), F-14B/D (-400)                  |
| R-R Turbomeca Adour | 1968      | 0.75-0.80 |                | T-45, Hawk, Jaguar                           |
| GE F110-129         | Mid-1980s | 0.76      |                | F-16, F-15EX                                 |
| P&W F100-220        | 1986      | 0.71      |                | F-15, F-16                                   |
| GE F110-132         | 2003-2005 | 0.68      |                | F-16 Blk.60                                  |
| R-R Spey            | 1964      | 0.64      |                | Trident, 1-11, Gulfstream II/III, Fokker F28 |
| P&W F135            | 2006      | 0.57      |                | F-35                                         |
| Saturn AL-31        |           | 0.56      |                | Су-27, Су-30, J-10                           |
| РД-33               | 1974      | 0.49      | 81.3 kN        | МіГ-29                                       |
| Honeywell/ITEC F124 | 1979      | 0.49      |                | L-159, M-346                                 |
| Eurojet EJ200       | 1991      | 0.40      |                | Typhoon                                      |
| P&W F100-229        | 1989      | 0.36      |                | F-16, F-15                                   |
| GE F404             | 1978      | 0.34      |                | F/A-18, T-50, F-117                          |
| R-R Conway          | 1952      | 0.30      |                | 707-420, DC-8-40, VC-10, Victor              |
| GE F414             | 1993      | 0.25      |                | F/A-18E/F                                    |
| Turbojets           |           | 0.0       |                | Ранні реактивні літаки, Concorde             |